# Malpighiodes
A Malpighiodes a Malpighiales rendjébe és a malpighicserjefélék (Malpighiaceae) családjába tartozó nemzetség.

## Rendszerezés
A nemzetségbe az alábbi 4 faj tartozik:
- Malpighiodes bracteosa (Griseb.) W.R. Anderson
- Malpighiodes guianensis (W.R. Anderson) W.R. Anderson
- Malpighiodes leucanthele (Griseb.) W.R.Anderson
- Malpighiodes liesneri (W.R.Anderson) W.R.Anderson